# Pons Agrippae
Le Pons Agrippae est un ancien pont romain sur le Tibre à Rome.

## Localisation
Il se situe à 160 m en amont de l'actuel pont Sisto.

## Historique
Son existence est connue grâce à un cippe inscrit établi par les curatores riparum pendant le Principat de l'empereur Claude, ce qui suggère qu'il soit construit pendant ou avant son règne. Il est restauré en 147.
Le pont porte le nom de Marcus Vipsanius Agrippa, un ami proche de l'empereur Auguste. Agrippa épouse Julia Caesaris filia, fille d'Auguste, et le couple vit dans une villa sur la rive opposée du Tibre. Pour relier sa villa au Champ de Mars, où Agrippa a fait construire plusieurs monuments importants, comme les thermes qui portent son nom, il a été suggéré qu'Agrippa a fait construire ce pont.
En 1887, les vestiges de quatre piliers du pont sont découverts, légèrement visibles sur la rive droite, mais qui sont pour la plupart du temps sous l'eau. Il survit au Moyen Âge, reliant la zone du Palais Farnèse à la Villa Farnesina (peut-être construite sur le site de la villa d'Agrippa). Une arche du pont qui relie le Palais Farnèse au Pons Agrippae est encore intacte. Elle est démolie sous le pontificat de Sixte IV, qui ordonne la construction d'un nouveau pont, le pont Sisto, dont les travaux commencent en 1453, dont l'œuvre est confiée à l'architecte Baccio Pontelli.